# David Whitmer
David Whitmer (Pensilvania, 7 de enero de 1805-Nueva York, 25 de enero de 1888) fue un religioso estadounidense, uno de los personajes más destacados en los inicios del Movimiento de los Santos de los Últimos Días, también conocido como mormonismo. Fue uno de los testigos del Libro de Mormón, testificando haber visto las planchas de oro de las cuales el libro habría sido traducido, llegando a ser el testigo más entrevistado sobre la autenticidad del relato. Contribuyó de manera decisiva en la organización y predicación de la iglesia restaurada por Joseph Smith.

## Personal
David Whitmer nació cerca de Harrisburg, Pensilvania, el cuarto de nueve hijos de Peter Whitmer, Sr. y Mary Musselman. En la década de 1820, la familia Whitmer se había mudado a una granja en Fayette, en el área de los Lagos Finger en Nueva York, al sur del lago Ontario.
David Whitmer contrajo matrimonio con Julia Ann Jolley (1815-1885) el 9 de enero de 1831 en el condado de Seneca, Nueva York, su única esposa, con quien tuvo dos hijos: David J. (1833-1895) y Julia Ann (1835-1914).

## Inicios en la Iglesia
David Whitmer y su familia fueron unos de los primeros adherentes al Movimiento de los Santos de los Últimos Días. Whitmer escuchó hablar de José Smith y las planchas de oro en 1828, antes de la fundación de la iglesia, mientras hacía un viaje de negocios al pueblo de Palmyra, Nueva York, y allí conversó con su amigo, Oliver Cowdery, quien era de la creencia de que «debía haber algo de verídico en el asunto.»
Whitmer eventualmente creyó en la historia y trajo a la familia de su padre para unirse a los Smith en Palmyra. David Whitmer fue bautizado en junio de 1829, por el mismo Smith en el lago Seneca, un año antes de la organización formal de la Iglesia de Jesucristo de los Santos de los Últimos Días (también conocida como iglesia mormona o iglesia SUD). Fue aproximadamente durante ese mismo mes que Whitmer afirmó que, junto con Joseph Smith y Oliver Cowdery, el viera un ángel presentarles las planchas de oro en una visión. Martin Harris reportó una visión similar con Smith luego ese día. Whitmer, Cowdery y Harris firmaron luego un testamento declarando la realidad verídica de la susodicha visión. Ese testimonio fue publicado en la primera edición del Libro de Mormón y se ha incluido en cada edición desde entonces.
El día de la organización oficial de la iglesia SUD, el 6 de abril de 1830, Whitmer fue uno de los primeros seis miembros registrados en la iglesia. En 1838, Smith reportó que la iglesia fue organizada en la casa del padre de David Whitmer en Fayette, Nueva York, aunque luego en una carta escrita en 1842, Smith mencionó que la organización de la iglesia tuvo lugar en Mánchester, Nueva York.

### Oficios del sacerdocio
Whitmer había sido ordenado al oficio de élder en la iglesia el 9 de junio de 1830, y luego ordenado al oficio de sumo sacerdote por Oliver Cowdery el 5 de octubre de 1831. Poco después de la organización de la iglesia, José Smith consagró a Jackson County en Misuri como un lugar de recogimiento para los Santos de los Últimos Días. De acuerdo a Smith, esa región habría sido en el pasado el lugar de ubicación del Jardín del Edén bíblico y sería en el futuro la sede de la ciudad de Sion, la Nueva Jerusalén. El 7 de julio de 1834, Joseph Smith ordenó a David Whitmer para presider sobre la iglesia en Misuri y como su sucesor en caso de que el profeta muriese o apostatara.
A pesar de que los documentos originales de la iglesia afirman que Whitmer, como ocurrió con Joseph Smith y Oliver Cowdery, fuese ordenado al oficio de apóstol, no hay un registro de esa ordenación, como la hay de Cowdery. En vez, se escogió a Cowdery y a Whitmer para formar parte de un comité de selección, apoderados de la autoridad para escoger y ordenar a los miembros originales del Quórum de los Doce Apóstoles. Cumplieron con su asignación en 1835 con la ayuda de Martin Harris.

## Excomunión
Whitmer continuó viviendo en Kirtland y, junto con dos consejeros, W. W. Phelps y su propio hermano John Whitmer, presidió sobre la iglesia en el estado de Misuri hasta mediados de 1837. Al colapsar el banco local, llamado Kirtland Safety Society, Smith y su consejero Sidney Rigdon, perseguidos y atormentados por cobradores y citados por diversas cortes, se mudaron a Far West, Misuri. Los problemas causados por el liderazgo local trajo como consecuencia la excomunión de David Whitmer, W. W. Phelps, John Whitmer y otros líderes prominentes incluyendo a Oliver Cowdery. Whitmer y el restante grupo de excomulgados se les conoció en la época como los disidentes, quienes tenían en su propiedad grandes propiedades de tierras en el condado de Caldwell, Misuri y que querían recuperar de la iglesia. Sin embargo, Sidney Rigdon de la Primera Presidencia dio un discurso llamado desde entonces el Sermón de la sal (en inglés Salt Sermon), en el que públicamente pidió la expulsión de los disidentes del condado. Un grupo de fieles formaron una sociedad secreta llamada los Danita, cuyo aparente objetivo era la extradición de los disidentes. Un total de ochenta santos prominentes firmaron el llamado «Manifiesto Danita», en el que se advertía a los disidentes que debían partir o de otro modo una calamidad más letal caería sobre ellos. Poco después David Whitmer y su familia huyeron a la vecina ciudad de Richmond, Misuri.
WhitMer y el resto de los disidentes se quejaron frente a no-mormones del noroeste de Misuri en relación con su expulsión forzada y la pérdida de sus propiedades, por lo que comenzaron a presentar demandas legales con el fin de recuperarlas, contribuyendo a los que se conoce como la Guerra mormona. Como resultado directo del conflicto, la mayoría de los Santos de los Últimos Días fueron expelidos de Misuri con una orden de exterminación, para comienzos de 1839.

## Iglesia de Cristo (Whitmeritas)
Luego de su excomunión, el cuerpo principal de los Santos de los Últimos Días eventualmente se trasladó a Nauvoo, mientras Whitmer continuó viviendo en Richmond, donde operó un establo y se estableció como un miembro respetado y prominente de su comunidad, siendo electo alcalde, cargo que ocupó de 1867 a 1868. Después de la muerte de Joseph Smith en 1844, varios líderes de la iglesia comenzaron a clamar ser el sucesor legítimo del fallecido profeta, entre ellos, Brigham Young, Sidney Rigdon y James J. Strang. Whitmer mismo lideró brevemente un grupo en la organización de una iglesia en Kirtland llamada la Iglesia de Cristo, tildada, los whitmeritas. Como Whitmer nunca se unió formalmente a la nueva iglesia, ésta se disolvió con relativa rapidez.
Por esa época, Oliver Cowdery empezó a entablar correspondencia con David Whitmer. Durante un viaje de Ohio a Iowa, Cowdery se reunió con Whitmer en el tabernáculo de la ciudad de Council Bluffs, se extendió la invitación de sostener a Brigham Young como el nuevo presidente de la Iglesia de Jesucristo de los Santos de los Últimos Días. Cowdery testificó en favor de Brigham Young, así como de la veracidad de los eventos de la fundación de la iglesia—incluyendo las visitaciones que tuviera Joseph Smith y la aparición divina del Libro de Mormón—. Mientras Cowdery permaneció con Whitmer, persuadiéndolo a seguir al resto de los santos en dirección del oeste, éste contrajo tuberculosis y falleció.
Whitmer reafirmó su aseveración de ser el sucesor legal de José Smith y organizó una segunda Iglesia de Cristo en 1876. En 1887 publicó un folleto denominado Un discurso para todo creyente en Cristo (del inglés, An Address to All Believers in Christ), en el que afirmaba su testimonio del Libro de Mormón pero censuraba a la Iglesia de Jesucristo de los Santos de los Últimos Días en Utah. David Whitmer falleció el 25 de enero de 1888, en Richmond.

## Testigo del Libro de Mormón

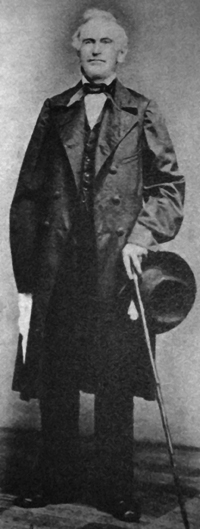
Fotografía integral de David Whitmer del libro de Mormon por R. B. Rice in 1864

Debido a que Oliver Cowdery murió en 1850 a la edad de 43 años y Martin Harris en 1875 a la edad de 91, David Whitmer fue por 13 años el único sobreviviente de los Tres Testigos. Por tal razón, Whitmer fue entrevistado con más frecuencia que los otros dos testigos. En Richmond, Misuri, por ejemplo, había momentos en que se le hacía preguntas diariamente en relación con su conexión con el Libro de Mormón, incluso por parte de los mismos misioneros SUD provenientes de Utah en dirección al noreste estadounidense o a Europa. A pesar de su hostilidad en contra de la iglesia, Whitmer continuó afirmando que, en efecto, había visto las planchas de oro. El testimonio escrito más antiguo que se conoce, escrito y firmado por Whitmer en relación con el evento, se registró en una carta que escribiría a un conocido de nombre Mark H. Forscutt, el 2 de marzo de 1875:

«Estimado Sr: Mi testimonio al mundo está escrito, concerniente al Libro de Mormón. Y es el mismo que di en un principio, y es el mismo que quedará en pie hasta mi última hora de vida, perdurará conmigo en la muerte y brillará como veracidad evangélica más allá de los límites de la vida, entre los tribunales del cielo. Y las naciones de la tierra sabrán demasiado tarde la verdad divina escrita en las páginas de ese libro, es la única pena de este siervo del Padre Todopoderoso.»
(Davis, 75—Traducción libre—).

Al relatar la visión a Orson Pratt en 1878, Whitmer sostuvo que no sólo había visto las planchas de oro, sino que también las planchas de bronce, la espada de Labán, la liahona y los intérpretes: «Los ví tan plenamente como veo esta cama», dijo Whitmer. En otras ocasiones el relato de Whitmer sobre la visión parecía menos corpóreo.
En 1880 John Murphy entrevistó y luego publicó un relato que sugiere que Whitmer no había visto físicamente a un angel sino que habrían sido impresiones "como las que tienen los cuáqueros cuando el espíritu se mueve o como lo tendría un buen metodista al tener una experiencia de alegría, un sentimiento". Withmer posteriormente hizo una replica contra esta descripción expresando que había sido mal representado por Murphy publicando una declaración en la cual reafirmaba su testimonio como testigo de las planchas y el angel tal como había sido publicado anteriormente.

"'John Murphy, de Polo [Condado de Caldwell], Misuri, ha dicho que en una conversación que tuve con él el verano pasado negué mi testimonio como uno de los tres testigos del Libro de Mormón.
A fin de que me pueda entender ahora si no lo hizo entonces, y para que el mundo sepa la verdad, deseo ahora, estando en el ocaso de mi vida, y con temor a Dios, de una vez por todas hacer públicas estas palabras: Que en ningún momento he negado ese testimonio, ni parte alguna de él, que por tanto tiempo se ha publicado con ese libro, como uno de los tres testigos. Los que mejor me conocen saben que siempre me he mantenido fiel a ese testimonio. Y a fin de que ningún hombre se confunda o dude en cuanto a mis puntos de vista actuales con respecto a él, nuevamente afirmo la verdad de todas mis aseveraciones tal como se hicieron y publicaron en ese entonces. El que tenga oído para oír, que oiga, no fue una ilusión."'
Whitmer, "Una proclamación" (1881)

Posteriormente, un joven abogado mormón de nombre James Henry Moyle, quien entrevistaría a Whitmer unos años después, en 1885, le preguntó si habría alguna posibilidad de que Whitmer hubiera sido engañado. «Su respuesta fue inequívoca... que vio las planchas y escuchó al ángel con una claridad inconfundible.» Whitmer solicitó que su testimonio del Libro de Mormón fuese tallado en su lápida.